# Mark Janssen (voetballer)
Mark Janssen (Eindhoven, 10 mei 1992) is een voormalig Nederlands profvoetballer die als aanvaller speelde.
Janssen speelde bij Brabantia in zijn geboorteplaats Eindhoven alvorens hij op 12-jarige leeftijd de overstap maakte naar de jeugd van Willem II. Nadat de jeugdopleidingen van Willem II en RKC Waalwijk zijn samengegaan heeft hij nog twee seizoenen in de A1 van deze regionale jeugdopleiding gespeeld. Janssen maakte op 18 januari 2011 zijn debuut voor de hoofdmacht van RKC Waalwijk. In de wedstrijd om de kwartfinale van de KNVB beker tegen Topklasser Achilles '29 maakte hij twee doelpunten en kreeg hij een rode kaart. Op 4 februari speelde hij zijn eerste wedstrijd in de Eerste divisie tegen Helmond Sport. In mei 2013 werd bekendgemaakt dat Janssen op huurbasis in het seizoen 2013/14 voor Helmond Sport speelt. Vervolgens ging hij voor Topklasser JVC Cuijk spelen maar stopte daar in oktober 2014 vanwege blessures. Vanaf het seizoen 2015/16 speelt Janssen voor UNA.

## Clubstatistieken
| Seizoen | Club          | Competitie       | Duels | Goals |
| ------- | ------------- | ---------------- | ----- | ----- |
| 2010/11 | RKC Waalwijk  | Eerste divisie   | 4     | 0     |
| 2011/12 | RKC Waalwijk  | Eredivisie       | 3     | 0     |
| 2012/13 | RKC Waalwijk  | Eredivisie       | 0     | 0     |
| 2013/14 | Helmond Sport | Eerste divisie   | 20    | 7     |
| 2014/15 | JVC Cuijk     | Topklasse Zondag | 3     | 0     |
| Totaal  |               |                  | 30    | 7     |